# Soφie
Soφie (uit te spreken als 'Sofie') is een tweemaandelijks Nederlands magazine over christelijk-filosofische en -wetenschappelijke thema's. De derde letter van de naam is de Griekse phi. Het is een uitgave van de Stichting voor Christelijke Filosofie die wordt verzorgd door uitgeverij Buijten & Schipperheijn. Hoofdredacteur is dr. Joost Hengstmengel.
Soφie is het resultaat van een fusie (d.d. februari 2011) tussen Bijbel en Wetenschap, dat sinds 1977 verscheen en later Ellips is gaan heten, en Beweging, een blad over filosofie in orthodox-protestants perspectief en verbonden aan de Stichting voor Christelijke Filosofie. 
Het aantal abonnees daalde van 2443 in 2012 naar 1128 in 2022.

## Bijbel en Wetenschap / Ellips
De stichting Bijbel en Wetenschap, die het gelijknamige blad maakte, werd opgericht ongeveer gelijktijdig met de Evangelische Hogeschool. Het belichtte wetenschappelijke thema's in het licht van de Bijbel en wel in de visie van voornamelijk orthodox-evangelische en reformatorische christenen. De colofon vermeldde:

ELLIPS is een vervolg van Bijbel & Wetenschap en begon als uitgave van de Stichting tot Bevordering van Bijbelgetrouwe Wetenschap. Deze stichting werd in 1974 opgericht. Zij stelde zich ten doel de beoefening van de wetenschap in onderworpenheid aan de Heilige Schrift te bevorderen en met de resultaten van deze arbeid een zo breed mogelijke kring te dienen.
De grondslag van de Evangelische Hogeschool is de Bijbel, het onfeilbare, geïnspireerde Woord van God. In de Heilige Schrift openbaart God zijn scheppend en verlossend handelen in Jezus Christus vanaf het begin der wereld tot aan de voleinding. De Bijbel spreekt met absoluut gezag, zowel waar hij handelt over het heil als waar hij spreekt over de geschiedenis, de kosmos en de natuur. ELLIPS handhaaft deze grondslag onverkort.

Aanvankelijk richtte men zich sterk op het creationisme. Later verschenen er veel artikelen in het blad over cultuur, geschiedenis en de hedendaagse wereld. Vanaf het begin was vrijwel onafgebroken Willem Ouweneel de hoofdredacteur.
De naam Bijbel en Wetenschap bleef tot 2002 in gebruik. De uitgave van Ellips werd eerder verzorgd door christelijke Uitgeverij Medema te Vaassen en vond later plaats door Buijten & Schipperheijn te Amsterdam, die nu ook Soφie uitgeeft.